# Державний історико-культурний заповідник «Тустань»
Державний історико-культурний заповідник «Тустань» — утворений постановою Кабінету Міністрів України від 5 жовтня 1994 року з метою збереження та раціонального використання наскельного міста-фортеці Тустань біля с. Урич Стрийського району Львівської області.
Місто-фортеця Тустань існувало на урицьких скелях впродовж IX—XVI ст. Це був стратегічний пункт карпатської лінії оборони, що поєднував у собі митницю, адміністративний та військовий центр. За технологією будівництва фортеця не має відомих аналогів у світі. До наших днів дерев'яна забудова не зберіглася, проте зберіглося понад 4 тис. пазів та врубів, у які вкладалося дерево при будівництві. Їх система дозволила науковцям з високою достовірністю відтворити зовнішній вигляд фортеці Тустань.     
Заповідник опікується залишками фортеці, її природним та історичним середовищем. 

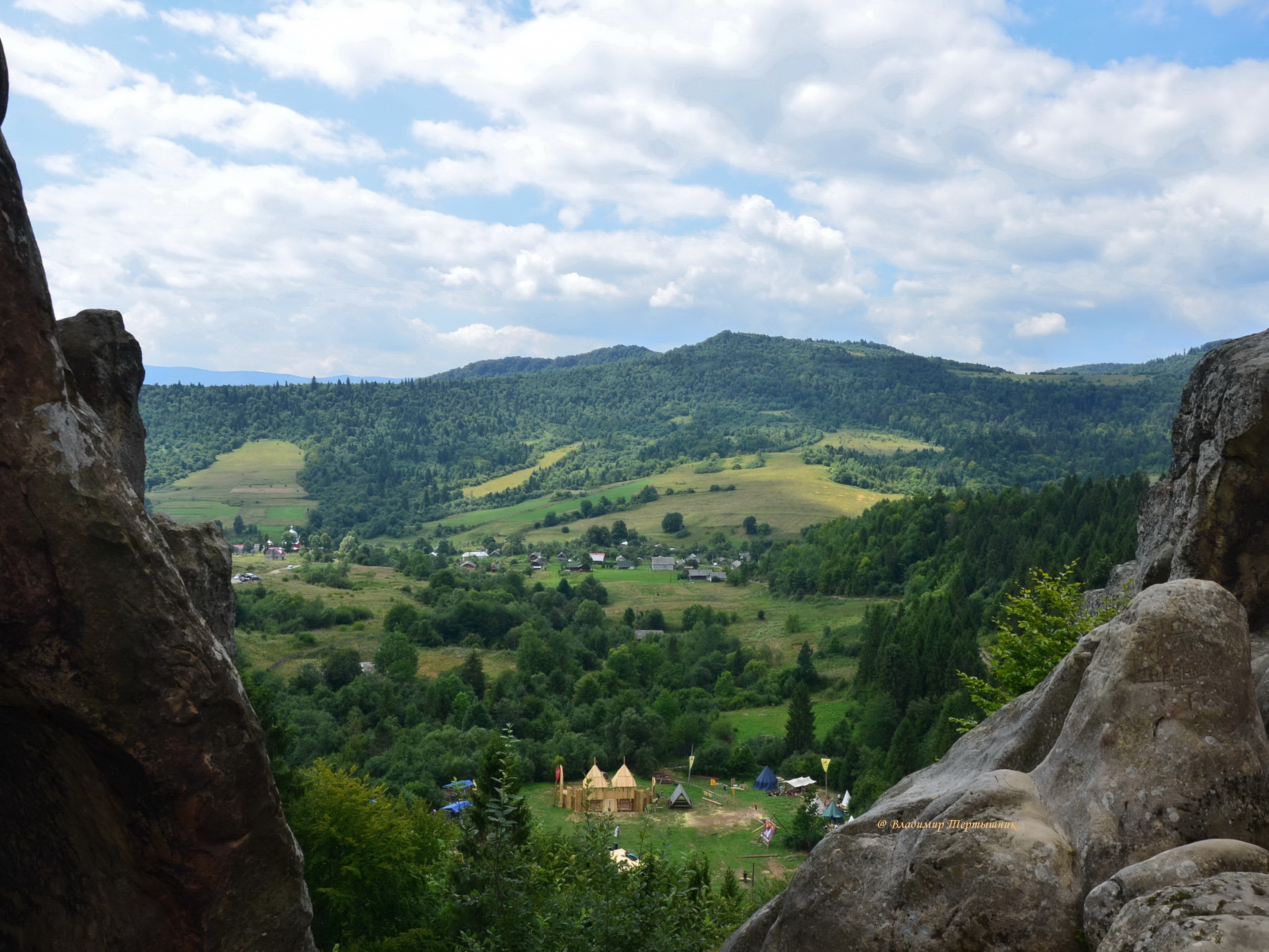
Перспектива з балкону фортеці

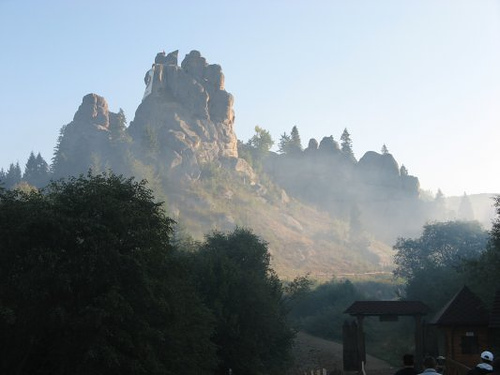
Ранок у Тустані

## Створення

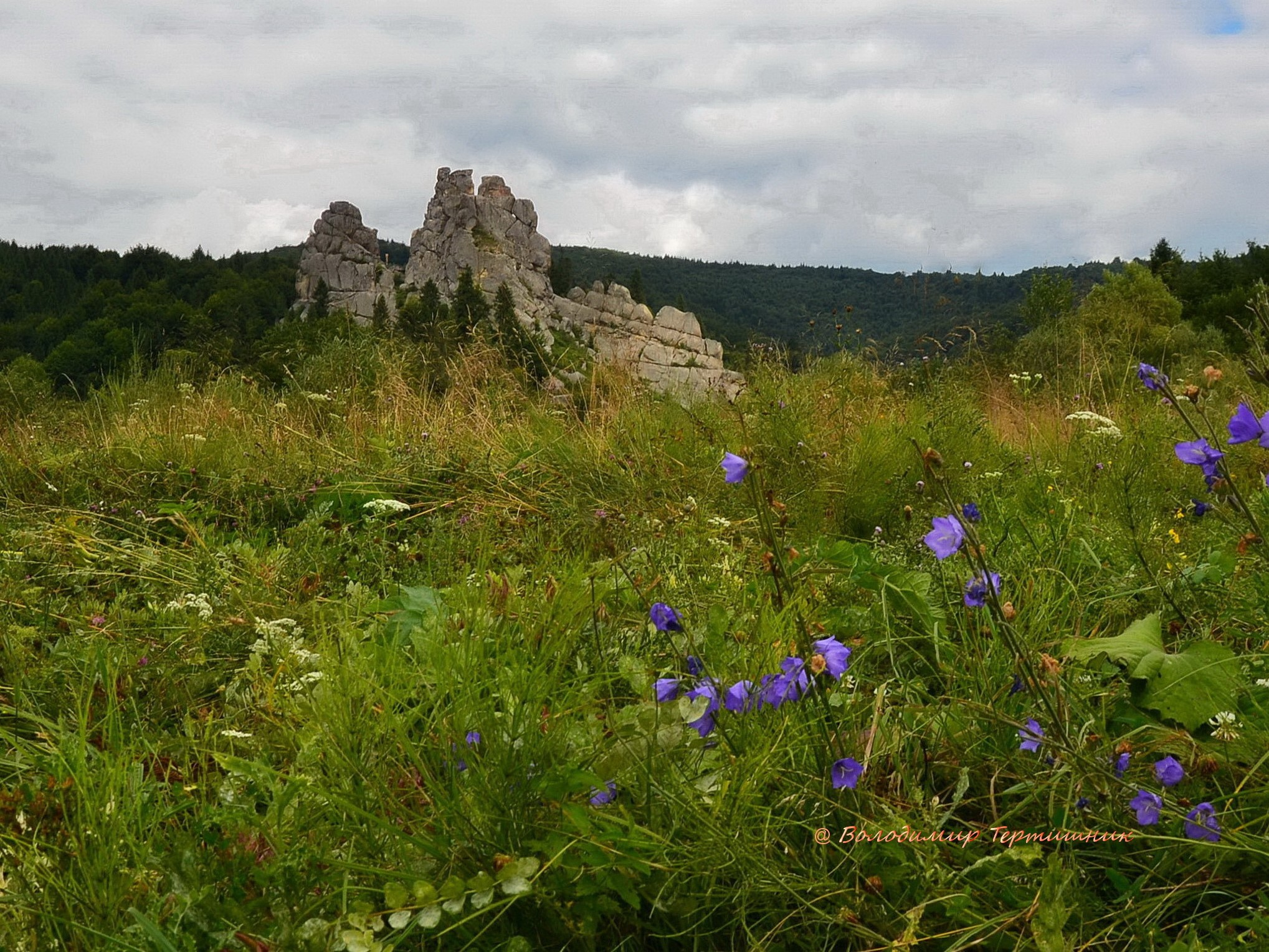
Літо Тустані

Після створення заповідника у 1994 р, функції його дирекції було покладено на Львівський історичний музей. Лише 17 жовтня 2005 року розпорядженням Голови Львівської облдержадміністрації № 973 від 17 жовтня 2005 р. було створено дирекцію Державного історико-культурного заповідника «Тустань» як окрему юридичну особу.
З вересня 2016 року юридичну особу перейменовано на Комунальний заклад Львівської обласної ради «Адміністрація державного історико-культурного заповідника „Тустань“», скорочена назва — КЗ ЛОР АДІКЗ «Тустань».
Директори
- 16.11.05 — 18.08.14 рр. — Василь Рожко.
- 19.08.14 — до сьогодні — Андрій Котлярчук.

## Завдання
Метою й завданням діяльності заповідника є здійснення заходів з охорони і збереження об'єктів його культурної спадщини, а також проведення науково-дослідної, науково-методичної, інформаційної та культурно-освітньої роботи з метою популяризації культурної спадщини.

## Екскурсійні об'єкти

### Територія пам'ятки
Довкола скельного комплексу «Камінь», де розташовувалася основна частина дерев'яної забудови фортеці Тустань, облаштовано маршрут для відвідувачів, проводяться екскурсії.
До нашого часу дерев'яна забудова фортеці не збереглася. Проте на основі системи пазів та врубів дослідник Тустані Михайло Рожко зміг з високою достовірністю відтворити зовнішній вигляд фортеці. До сьогодні на території пам'ятки збереглися рештки кам'яної стіни, криниця, цистерни, рукотворні печери.

### Музей Тустані
Відкритий 18 травня 1997 року в приміщенні давньої церковної плебанії в Уричі. Велика заслуга в його створенні належить Роману Степановичу Щуру, першому директорові музею, а також досліднику Тустані Михайлу Рожку. У музеї експонуються оригінали і копії найцікавіших археологічних знахідок та документів, використовуються мультимедійні засоби та інтерактивні макети, які допомагають осмислити життя фортеці, її вигляд, масштаби та функції. В експозиції представлені реконструкції ґотичних кахлів з XVI століття, фраґменти яких знайдено в Тустані під час розкопок.
У Музеї також відтворена кімната воєводи XIII століття — так званої «гридниці», де крім інтер'єру до уваги відвідувачів представлені копії озброєння та спорядження часів середньовіччя. У музейній крамничці можна не лише придбати сувеніри, але й приміряти обладунки воїна та постріляти з лука чи арбалету.

### Культурний центр «Хата у Глубокім»
Знаходиться у відреставрованій автентичній дерев'яній бойківській хаті, яку заповідник пристосував під культурно-громадський центр в селі Урич. Це місце зустрічей громади та проведення майстер-класів з народних ремесел. З серпня 2016 тут діє виставка «Непотріб? Історія Урича в предметах і зображеннях». Виставка є результатом багаторічних досліджень культурної спадщини села Урич та складається з п'яти частин. Перші дві в основному презентують фотографії з альбомів уричан, починаючи з третьої додаються предмети побуту. Кожна з частин — це спроба або розкодувати глибше значення, яке заховане в зображеннях чи предметах, або ж знайти нове чи просто інше призначення цим вже непотрібним речам. У виставці також представлені відеозаписи свідчень місцевих старожилів.

## Пам'яткоохоронна діяльність

### Охорона
Окрім скельних комплексів зі слідами забудови, прилеглою територією з культурним шаром, земляними укріпленнями, історичним торговим шляхом, — заповідник опікується збереженням історичного і природного середовища пам'яток, традиційної архітектури і агроландшафту села Урич, криївок УПА, пам'яток природи, музейного зібрання, архіву, нематеріальної спадщини (фольклор, усна історія).

### Наукова робота, дослідження
Дослідження Тустані мають мультидисциплінарний характер і охоплюють широкий часовий та географічний контексти: освоєння Карпат, Карпатську лінію оборони, Середньовіччя. У цьому напрямку розроблено методику графічної реконструкції дерев'яної наскельної забудови та програму перспективних археологічних досліджень. Здійснюється інвентаризація та копіювання петрогліфів; інвентаризація архітектури села Урич; проводяться етнографічні експедиції та історичні експерименти.

### Реставрація
Тустань — це нестандартна пам'ятка до якої важко застосувати традиційні реставраційні підходи та методики, тому здійснюються комплексні дослідження із залученням спеціалістів з різних галузей. Заповідником систематично здійснюються заходи, що мають на меті запобігти руйнуванню пам'ятки — скелі очищуються від чагарників, проводиться моніторинг технічного стану скель, над залишками кам'яних мурувань встановлюються консерваційні накриття.

## Наукові конференції
Заповідником було організовано та проведено три міжнародні наукові конференції:
- Міжнародна наукова конференція «На пошану Михайла Рожка», 4-5 червня 2009 р.
- II Міжнародна наукова конференція «Пам'ятки Тустані в контексті освоєння Українських Карпат у доісторичну добу та в середньовіччі», 6-7 жовтня 2011 р.
- III Міжнародна наукова конференція «Пам'ятки Тустані в контексті освоєння Карпат у доісторичну добу та в середньовіччі; проблеми їх збереження та використання», 7-8 квітня 2016 р.

## Віртуальна Тустань
В 2007 році Заповідник запустив проект Віртуальна Тустань, створивши 3D-модель скель для подальшого комп'ютерного моделювання архітектури фортеці Тустань.3D–модель Тустані є продуктом комп'ютерної графіки, що дозволяє математично представити тривимірні поверхні скель і дерев'яної забудови фортеці за допомогою спеціалізованого програмного забезпечення. На сьогодні створено 3D-моделі п'яти будівельних періодів дерев'яної забудови Тустані на скельному комплексі Камінь зі скелями та прилеглою територією. Основою стала цифрова модель місцевості на основі аерофотозйомки. 3D-модель скель домодельована на основі матеріалів лазерного сканування. 3D-моделі дерев'яної архітектури фортеці формувалися на основі графічних реконструкцій дослідника Тустані Михайла Рожка.
У 2016 році заповідник презентував мобільний додаток Доповнена реальність, що дозволяє бачити віртуальну модель фортеці Тустань у реальному масштабі на екрані ґаджета.
У 2017 році завдяки активності громадської організації «Тустань» почав діяти вдосконалений додаток доповненої реальності Tustan AR розроблений командою SoftServe. Tustan AR робить фотографії, вмикає анімацію, де це можливо, вмикає фронтальну камеру та впізнає потрібні ракурси скель навіть на фотографіях.

## Фестиваль Тустань
Найбільшим промоційним заходом на території заповідника є щорічний Фестиваль української середньовічної культури «Ту Стань!». Фестиваль цілісно відтворює середовище — дух, побут, одяг, озброєння, ремесла, фольклор — періоду розквіту фортеці. Захід безперервно відбувається з 2006 року і щорічно гуртує навколо себе молодіжне, мистецьке та наукове середовище.
Традиційними частинами програми є — середньовічний табір, ярмарок ремісників, середньовічна кухня, театральна галявина, вуличні музики, стрільби з лука, середньовічні танці. Незмінними подіями на «Ту Стані!» є нічний штурм фортеці, вогняне шоу та лазерне дійство.
Фестиваль відбувається в перші вихідні серпня поблизу села Урич, Сколівського р-ну Львівської області.

## Робота з громадою
Сусідство пам'ятки з селом зумовлює тісні взаємні впливи і є одним із ключових моментів успішного розвитку краю. Заповідник працює над дослідженням і збереженням народних традицій у громаді (щорічні заходи «Різдвяна Тустань», «Великодня Тустань»), локальної історії (запис свідчень, архівні дослідження, заходи до визначних дат в історії громади), матеріальної спадщини села (реставрація церкви, пам'яткових громадських споруд села, етнографічна експедиція, інвентаризація цінної забудови села).
Збереження сформованого культурного ландшафту села і популяризація агротуризму як основи розвитку громади є складовими збереження пам'яток Тустані (проекти «Територія можливостей. Розвиваємо регіон разом», «Дерев'яна архітектура в культурному ландшафті. Виклики сучасності», встановлення громадських малих архітектурних форм у традиційному стилі).
Інструментом комунікації заповідника з громадою є періодичне друковане видання «Вісник. Тустань», культурно-громадський центр «Хата у Глубокім», відкритий персонал Музею Тустані, публічні презентації діяльності. Заповідник відстоює питання розвитку навколишньої інфраструктури у органах місцевого самоврядування і виконавчої влади.